# Katedra Świętej Trójcy w Blaju
Katedra Świętej Trójcy (rum. Catedrala Sfânta Treime) – greckokatolicka świątynia znajdująca się w rumuńskim mieście Blaj, siedziba archieparchii Fogaraszu i Alba Iulia.

## Historia
30 marca 1738 biskup Inocențiu Micu-Klein zlecił Johannowi Baptiście Martinellemu sporządzenie projektu katedry, seminarium oraz rezydencji biskupiej, za co zapłacił 61 000 guldenów. Pierwszą cegłę położono w 1741, a budowę zakończono w 1748. Cerkiew konsekrował 14 września 1765 bp Atanasie Rednic. W 1779 świątynię gruntownie wyremontowano. W latach 1835–1837 wzniesiono emporę, dwie wieże i absydę. 
W latach 1937–1940 wymieniono część wyposażenia. Jesienią 1948 władze państwowe przekazały katedrę Cerkwi prawosławnej. W latach 1963–1968 naprawiono dach. 
19 maja 1991 budynek zwrócono grekokatolikom, którzy w 1994 rozpoczęli generalny remont świątyni, zakończony konsekracją w dniu 16 czerwca 1996. W uroczystości uczestniczył kardynał Achille Silvestrini, ówczesny prefekt Dykasterii ds. Kościołów Wschodnich. 2 sierpnia 1997 do świątyni wystawiono sprowadzoną z Rzymu trumnę ze szczątkami bpa Inocențiu Micu-Kleina, którą złożono 19 października 1997 w grobie przy ikonostasie. W 1999 wznowiono prace konserwatorskie – m.in. wymieniono dach, odrestaurowano zakrystię i malowidła na zewnątrz cerkwi. 28 maja 2002 w cerkwi pochowano kard. Alexandru Todeę.

## Architektura i wyposażenie
Świątynia barokowa, wzniesiona głównie z cegieł. Jest długa na 50,5 metra, szeroka na 23,3 metra, a wieże katedry mają wysokość 51 metrów. Kopuła przyozdobiona jest freskami z lat 1748-1749, inspirowanymi sztuką bizantyńską. Wnętrze cerkwi zdobi największy w Rumunii ikonostas, z ikonami z 1765 autorstwa Stefana Teneckiego.

## Galeria

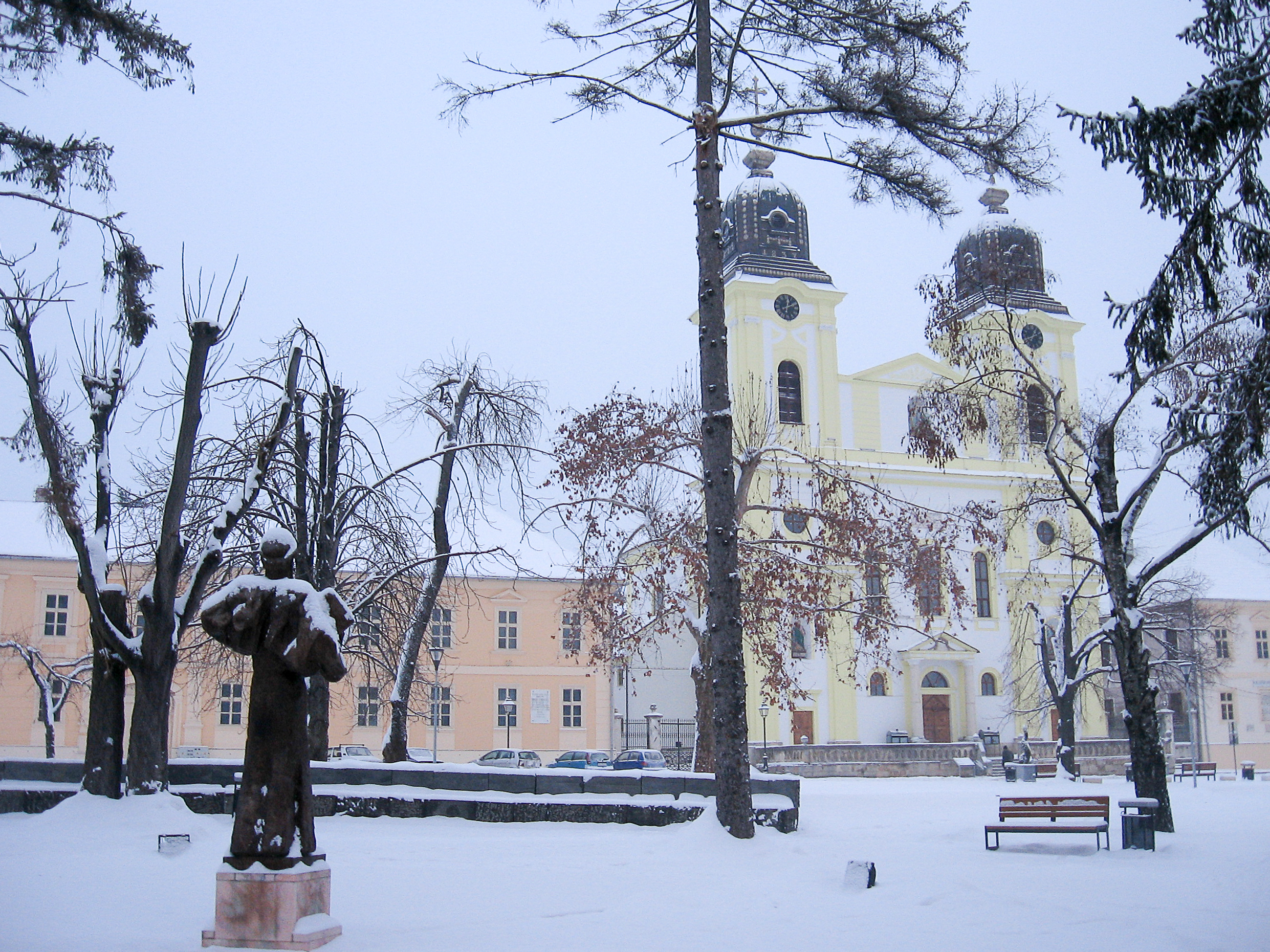
Widok z Piața 1848
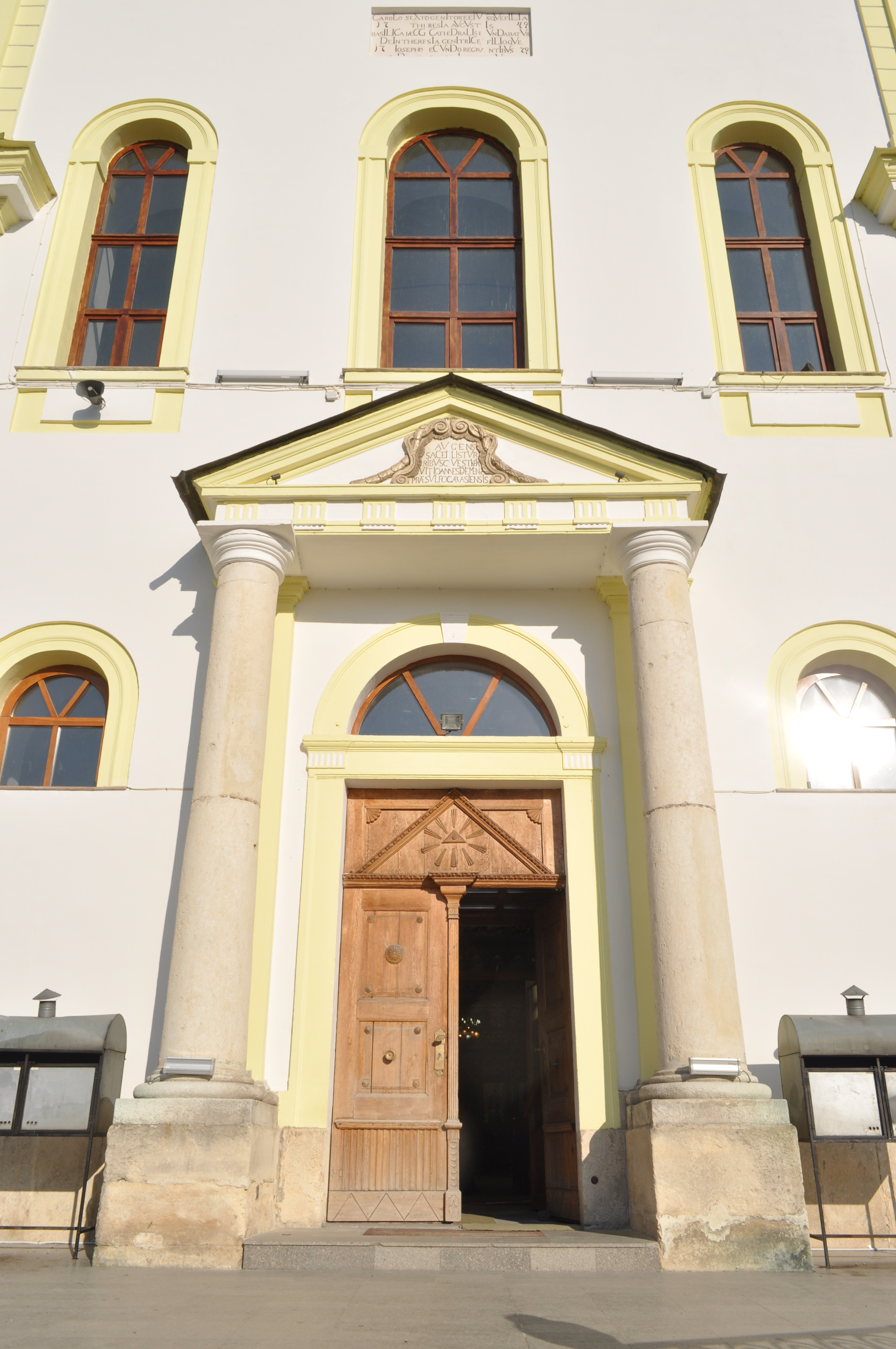
Portal główny
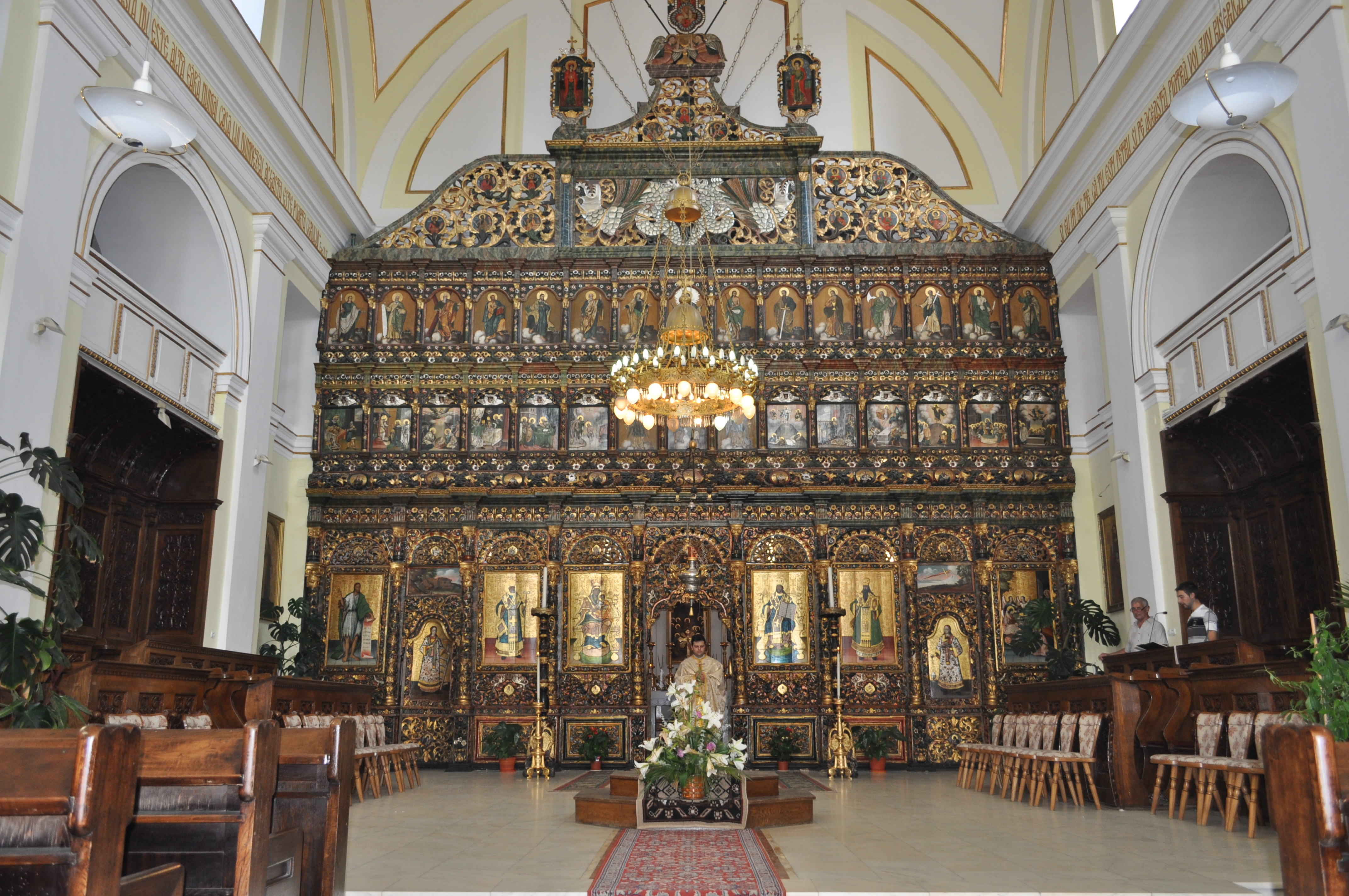
Ikonostas
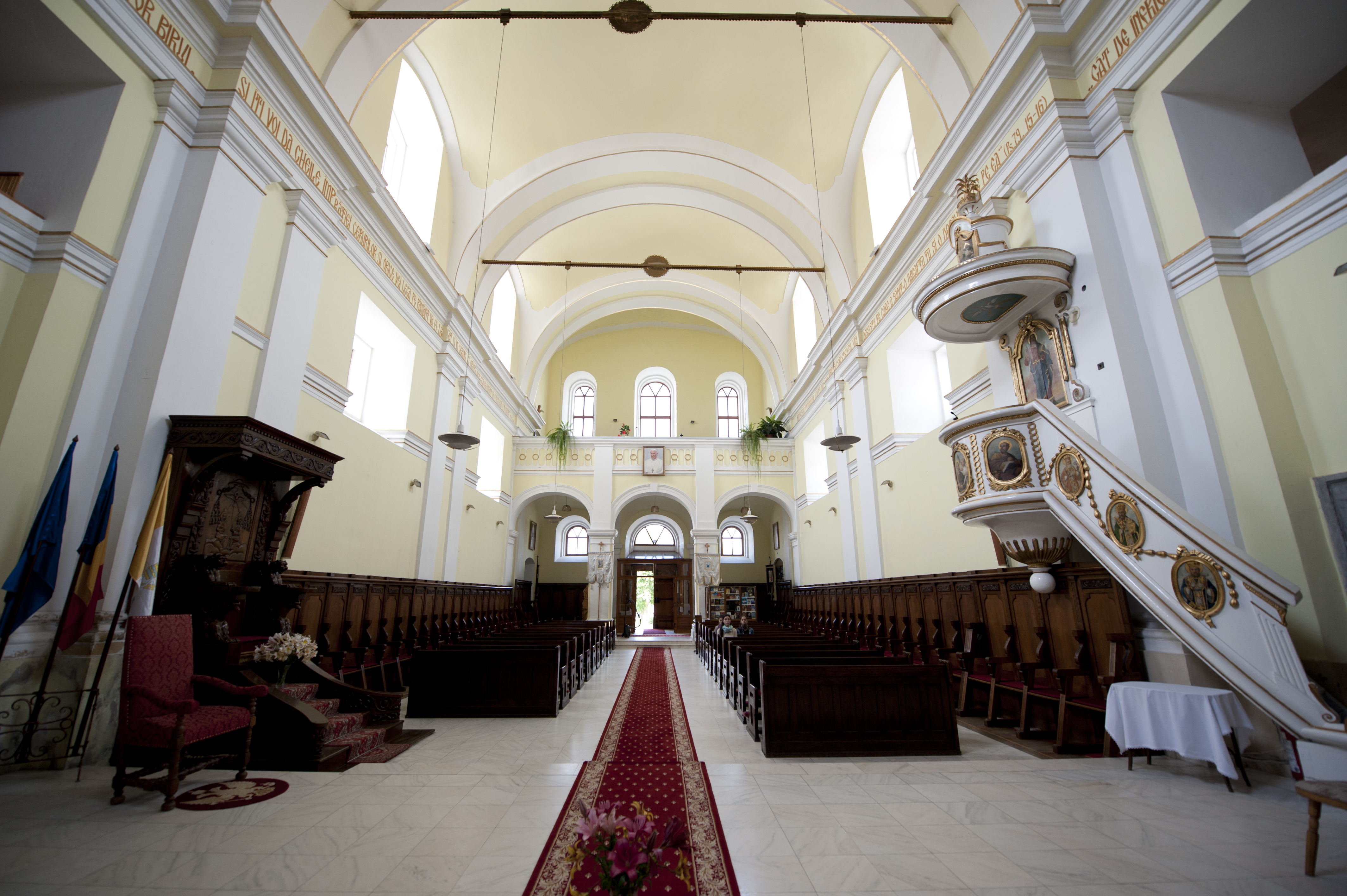
Nawa
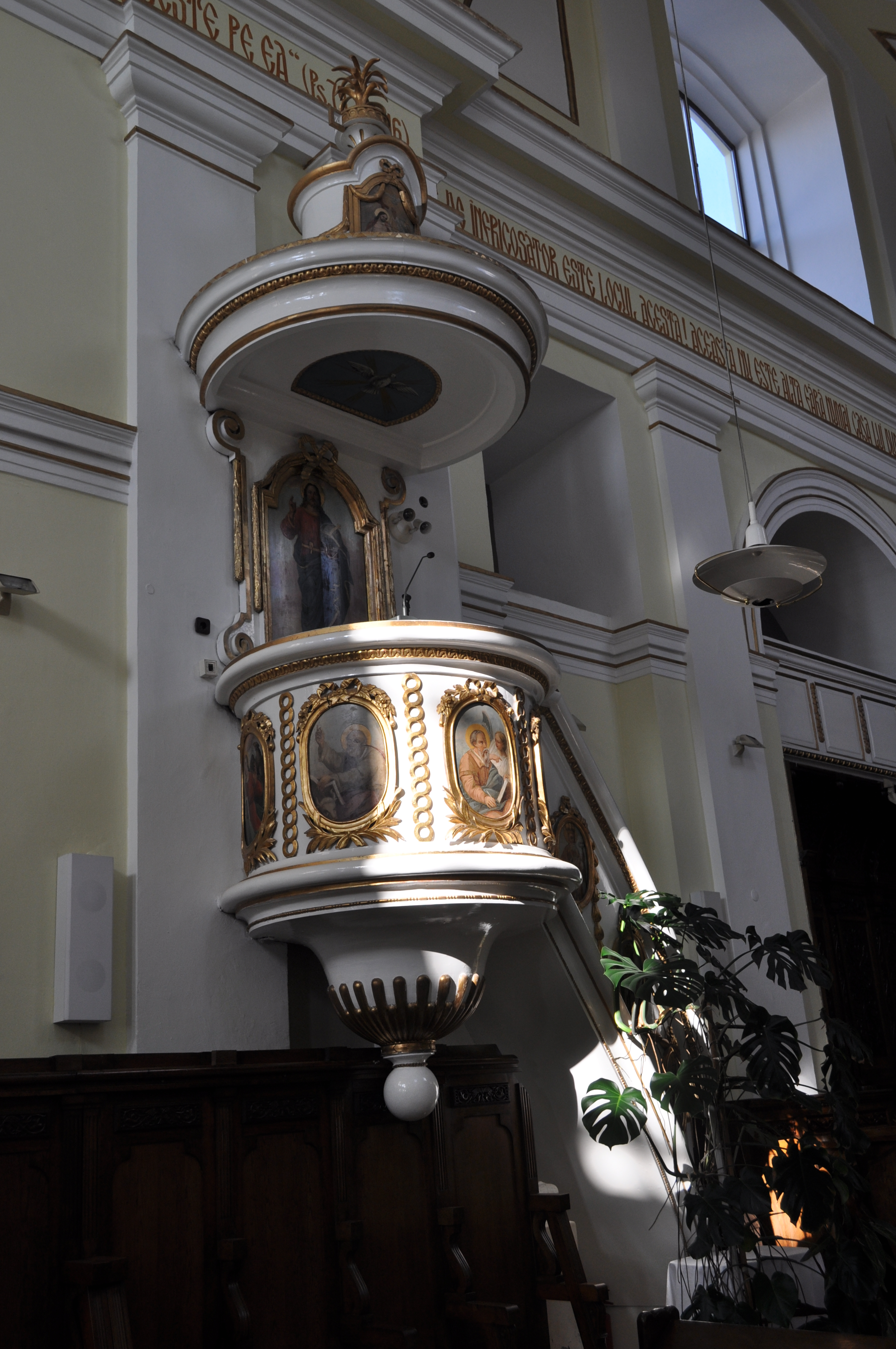
Ambona